# Блиндхайм
Блиндхайм (нем. Blindheim) — община в Германии, в земле Бавария.
Подчиняется административному округу Швабия. Входит в состав района Диллинген-ан-дер-Донау. Подчиняется управлению Хёхштедт-ан-дер-Донау. Население составляет 1703 человека (на 31 декабря 2010 года). Занимает площадь 26,39 км².
В честь блиндхаймской победы герцога Мальборо получил название Бленимский дворец в Англии.